# Seeschlacht vor der Bantry Bay
Philippsburg – Koblenz – Walcourt – Bantry Bay – Mainz – Bonn – Fleurus – Beachy Head – Boyne – Staffarda – Québec – Mons – Cuneo – Leuze – Aughrim – Barfleur/La Hougue – Namur 1 – Steenkerke – Lagos – Neerwinden – Marsaglia – Charleroi – Torroella – Camaret – Texel – Sant Esteve d'en Bas – Gerona – Dixmuyen – Namur 2 – Brüssel –  Ath – Cartagena – Barcelona
Dromore – Derry – Bantry Bay – Newtownbutler – Carrickfergus – Newry – Cavan – Boyne – Athlone (1) – Limerick (1) – Cork – Athlone (2) – Aughrim – Limerick (2)
Das Seeschlacht vor der Bantry Bay am 1. Maijul. / 11. Mai 1689greg. wurde zwischen einer französischen und einer englischen Flotte ausgetragen. Das Gefecht als solches war unbedeutend, aber es gelang den Franzosen, Unterstützung für den vertriebenen englischen König Jakob II. in Irland anzulanden.

## Vorgeschichte
Während der Glorious Revolution von 1688/89 war der katholische englisch-schottisch-irische König Jakob II. aus dem Haus Stewart abgesetzt worden und seine protestantische Tochter Maria II. und ihr Mann Wilhelm III. von Oranien gemeinsam eingesetzt worden. Im Zuge des Pfälzischen Erbfolgekriegs (1688–1697) unterstützte der französische König Ludwig XIV. den abgesetzten Jakob II. dabei den Thron zurückzugewinnen. Dafür hatte Jakob II. nach Irland übergesetzt um von dort aus den Thron zurückzugewinnen (Krieg der zwei Könige). Der französische König schickte, noch bevor England und Frankreich sich offiziell im Krieg befanden, eine Flotte unter dem Kommando von François Louis Rousselet de Châteaurenault mit Verstärkung und Nachschub nach Irland. An Bord waren unter anderem 6000 Soldaten. Die Transportschiffe wurde von 24 Kriegsschiffen eskortiert. Vor Irland angekommen, lagen die Kriegsschiffe in der Bantry Bay vor Anker, während die Transporter die Truppen anlandeten und die Ladung löschten.

## Verlauf

Flottenbewegungen

Am 11. Mai lief eine englische Flotte unter dem Kommando von Arthur Herbert, 1. Earl of Torrington in die Bucht ein. Sie hatte eigentlich den Befehl, die Verbindungen von James II. mit England zu stören. Es kam zu einer fünfstündigen Seeschlacht, die vorwiegend außerhalb der Bucht ausgetragen wurde. Die englische Flotte war zahlenmäßig im Nachteil und auch der Wind stand nicht günstig. Bei dem Artilleriegefecht der beiden Flotten gab es zwar keine hohen Verluste, aber die englische Flotte wurde stark beschädigt. Sie brach den Kampf ab und fuhr zunächst zu den Scilly-Inseln, weil man dort auf Verstärkung hoffte. Als diese ausblieb, kehrte die Flotte nach Portsmouth zurück und wurde in den folgenden beiden Monaten repariert. Wegen Unstimmigkeiten zwischen dem französischen Admiral und seinen Untergebenen wurde die englische Flotte nicht verfolgt.

## Einheiten

### England
| Arthur Herberts Flotte | Arthur Herberts Flotte | Arthur Herberts Flotte              | Arthur Herberts Flotte | Arthur Herberts Flotte | Arthur Herberts Flotte | Arthur Herberts Flotte                |
| Schiff                 | Kanonen                | Kommandant                          | Verluste               | Verluste               | Verluste               | Anmerkungen                           |
| Schiff                 | Kanonen                | Kommandant                          | getötet                | verwundet              | Insgesamt              | Anmerkungen                           |
| ---------------------- | ---------------------- | ----------------------------------- | ---------------------- | ---------------------- | ---------------------- | ------------------------------------- |
| Defiance               | 64                     | John Ashby                          |                        |                        |                        |                                       |
| Portsmouth             | 34                     | George St Loe                       |                        |                        |                        | Fregatte                              |
| Plymout                | 52                     | Richard Carter                      |                        |                        |                        |                                       |
| Ruby                   | 46                     | Frederick Froude                    |                        |                        |                        |                                       |
| Diamond                | 46                     | Christopher Maund, Benjamin Walters |                        |                        |                        |                                       |
| Advice                 | 42                     |                                     |                        |                        |                        |                                       |
| Mary                   | 60                     | Mathew Aylmer                       |                        |                        |                        |                                       |
| Saint Albans           | 50                     | John Laton                          |                        |                        |                        |                                       |
| Edgar                  | 72                     | Cloudesley Shovell                  |                        |                        |                        |                                       |
| Elizabeth              | 70                     | David Mitchell                      |                        |                        |                        | Flottenflaggschiff von Arthur Herbert |
| Pendennis              | 70                     | George Churchill                    |                        |                        |                        |                                       |
| Portland               | 40                     | George Aylmer                       |                        |                        |                        | Kommandant getötet                    |
| Woolwich               | 54                     | Ralph Saunderson                    |                        |                        |                        |                                       |
| Deptford               | 50                     | George Rooke                        |                        |                        |                        |                                       |
| Dartmouth              | 28                     | Thomas Legge                        |                        |                        |                        |                                       |
| Greenwich              | 54                     | Christopher Billop                  |                        |                        |                        |                                       |
| Cambridge              | 70                     | John Clements                       |                        |                        |                        |                                       |
| Antelope               | 52                     | Hugh Ridley                         |                        |                        |                        |                                       |
| York                   | 58                     | Ralph Delavall                      |                        |                        |                        |                                       |
| Firedrake              | 12                     | John Leake                          |                        |                        |                        | Brigg                                 |
| Saudadoes              | 16                     | Francis Wyvell                      |                        |                        |                        | Brigg, Brander                        |
| Salamander             | 10                     | Thomas Crawley                      |                        |                        |                        | Brigg                                 |

### Frankreich
| François de Chateaurenaults Flotte | François de Chateaurenaults Flotte | François de Chateaurenaults Flotte                               | François de Chateaurenaults Flotte | François de Chateaurenaults Flotte | François de Chateaurenaults Flotte | François de Chateaurenaults Flotte                                |
| Schiff                             | Kanonen                            | Kommandant                                                       | Verluste                           | Verluste                           | Verluste                           | Anmerkungen                                                       |
| Schiff                             | Kanonen                            | Kommandant                                                       | getötet                            | verwundet                          | Insgesamt                          | Anmerkungen                                                       |
| Vorhut                             | Vorhut                             | Vorhut                                                           | Vorhut                             | Vorhut                             | Vorhut                             | Vorhut                                                            |
| ---------------------------------- | ---------------------------------- | ---------------------------------------------------------------- | ---------------------------------- | ---------------------------------- | ---------------------------------- | ----------------------------------------------------------------- |
| Français                           | 50                                 | François Panetié (Seigneur de la Croix)                          |                                    |                                    |                                    |                                                                   |
| Vermandois                         | 60                                 | Charles-François de Machault de Belmont                          |                                    |                                    |                                    |                                                                   |
| Duc                                | 48                                 | François de Colbert de Saint-Mars                                |                                    |                                    |                                    |                                                                   |
| Fendant                            | 54                                 | Charles de Boscal de Mornac (Chevalier de Réals)                 |                                    |                                    |                                    |                                                                   |
| Saint-Michel                       | 58                                 |                                                                  |                                    |                                    |                                    | Geschwaderflaggschiff von Jean de Gabaret                         |
| Fort                               | 56                                 | Marc-Hyacinthe Rosmadec (Marquis de Rosmadec)                    |                                    |                                    |                                    |                                                                   |
| Légère                             | 40                                 |                                                                  |                                    |                                    |                                    |                                                                   |
| Precieux                           | 54                                 |                                                                  |                                    |                                    |                                    |                                                                   |
| Zentrum                            |                                    |                                                                  |                                    |                                    |                                    |                                                                   |
| Capable                            | 44                                 | Jacques-Auguste Maynard (Sieur de Bellefontaine de la Malmaison) |                                    |                                    |                                    |                                                                   |
| Arrogant                           | 58                                 | François-René de Betz (Comte de La Harteloire)                   |                                    |                                    |                                    |                                                                   |
| Diamant                            | 58                                 | Allain Emmanuel de Coëtlogon (Marquis de Coëtlogon)              |                                    |                                    |                                    | Kommandant verwundet                                              |
| Ardent                             | 66                                 | Desnos Champmeslin                                               |                                    |                                    |                                    | Flottenflaggschiff von François Louis Rousselet de Châteaurenault |
| Furieux                            | 60                                 | Charles des Nos (Comte des Nos de Forbonest)                     |                                    |                                    |                                    |                                                                   |
| Faucon                             | 40                                 | Hervault                                                         |                                    |                                    |                                    |                                                                   |
| Modéré                             | 52                                 | Hélie de Sainte-Hermine                                          |                                    |                                    |                                    |                                                                   |
| Entreprenant                       | 58                                 | de Beaujeu                                                       |                                    |                                    |                                    |                                                                   |
| Nachhut                            |                                    |                                                                  |                                    |                                    |                                    |                                                                   |
| Courageux                          | 56                                 | François de Bricqueville                                         |                                    |                                    |                                    | Geschwaderflaggschiff von Job Forant                              |
| Neptune                            | 44                                 | Antoine Armand de Robec (Comte de Pallière)                      |                                    |                                    |                                    |                                                                   |
| Arc en Ciel                        | 44                                 | Barthélemy-Alexandre d'Aralle (Chevalier de Perrinet)            |                                    |                                    |                                    |                                                                   |
| Excellent                          | 60                                 | Théophile du Vigier (Sieur de La Vigerie-Treillebois)            |                                    |                                    |                                    |                                                                   |
| Sage                               | 52                                 | Vaudricourt                                                      |                                    |                                    |                                    |                                                                   |
| Oiseau                             | 44                                 | Abraham Duquesne-Guiton (Seigneur de Bellébat)                   |                                    |                                    |                                    |                                                                   |
| Emporté                            | 44                                 |                                                                  |                                    |                                    |                                    |                                                                   |
| Apollon                            | 56                                 |                                                                  |                                    |                                    |                                    |                                                                   |

## Folgen
Das Ausschiffen von Truppen, Gold und Material verlief erfolgreich. Die französische Flotte konnte nach Brest zurückkehren. Beide Seiten reklamierten den Sieg für sich. Das House of Commons belobigte Herbert und James II. ließ ein Te Deum feiern. Wer in dem Gefecht selbst siegreich war gilt jedoch als zweitrangig. Die Franzosen beherrschten zu dieser Zeit die See und konnten mehrfach Verstärkung nach Irland schicken. Die massive französische Unterstützung der französischen Flotte für James II. war von großer strategischer Bedeutung. Sie zwang William III., seine Kräfte zwischen dem Kampf gegen James II. und seine Anhänger (Jakobiten) und dem festländischen Kriegsschauplatz aufzuteilen. Allerdings wurde die französische Übermacht durch das gemeinsame Vorgehen der englischen und der niederländischen Flotte rasch beendet.